# کنروکوئن-کیکو-زاکورا
کنروکوئن-کیکو-زاکورا (به ژاپنی: 兼六園菊桜 ケンロクエンキクザクラ kenrokuen-kiky-zakura) نام علمی
(Cerasus lannesiana 'Sphaerantha' Miyoshi) نام یک نوع درخت ساکورای باغی است. سطح بیرونی گلبرگ‌ها صورتی رنگ و سطح داخلی قرمز است. برگ و گل همزمان سبز می‌شوند.

## ویژگی گل
- تعداد گلبرگ: ۱۰۰–۳۰۰ عدد
- رنگ: صورتی مایل به قرمز
- قطر گل: ۳٫۲ تا ۴٫۲ سانتیمتر
- زمان گل‌دهی:اواخر ماه آوریل
- محل اصلی:توکیو